# Lycaena cupreus
Espèce
Lycaena cupreus (ou parfois Lycaena cuprea) est une espèce de lépidoptères (papillons) de la famille des Lycaenidae et de la sous-famille des Lycaeninae.

## Dénomination
Lycaena  cupreus a été nommé par William Henry Edwards en 1870.
Synonyme : Chalceria cupreus Dyar, 1903.

### Noms vernaculaires
Lycaena cupreus se nomme Lustrous Copper en anglais.

### Sous-espèces
- Lycaena cupreus snowi (Edwards, 1881)
- Lycaena cupreus henryae (Cadbury, 1937)[1].

## Description
Lycaena  cupreus est un petit papillon cuivré (d'une envergure de 23 à 31 mm). Le dessus des ailes est rouge cuivre brillant, bordé de marron et d'une frange blanche un peu suffusé de marron en partie basale et orné de points marron plus gros chez la femelle formant un décor de segments de lignes décalés.
Le revers est gris clair, suffusé d'orange à l'aile antérieure, orné de points noirs cerclés de blanc et bordé d'une ligne submarginale de petits points noirs,.

### Chenille
La chenille, de couleur verte, est ornée de lignes de couleur rouge sur les flancs et de petits points rouges sur le dos.

## Biologie

### Période de vol et hivernage
Il vole en une génération entre juin et août.
Il hiverne au stade de chenille.

### Plantes hôtes
Les plantes hôtes de sa chenille sont des Polygonaceae, des Oxyria dont Oxyria digyna et des Rumex dont Rumex pauciflorus,.

## Écologie et distribution
Lycaena  cupreus est présent dans l'ouest de l'Amérique du Nord, dans les Montagnes Rocheuses, au Canada en Colombie-Britannique et en Alberta, aux USA dans l'État de Washington, l'Oregon, l'Idaho, l'ouest du Montana, le Wyoming, le nord-est de l'Utah, le Colorado, le nord du Nouveau-Mexique, la Californie et l'ouest du Nevada,,[.

### Biotope
Il réside en altitude dans les Montagnes Rocheuses, dans les prairies alpines.

### Protection
Pas de statut de protection particulier.